# Флаг Левобережного
Флаг внутригородского муниципального образования Левобере́жное в Северном административном округе города Москвы Российской Федерации.
Флаг утверждён 25 декабря 2004 года и внесён в Геральдический реестр города Москвы с присвоением регистрационного номера ?.

## Описание
«Флаг муниципального образования Левобережное представляет собой двустороннее, прямоугольное полотнище с соотношением сторон 2:3.
Полотнище флага разделено диагональной жёлтой полосой, выходящей из верхнего угла, прилегающего к древку, на нижнюю голубую и верхнюю зелёную части. Ширина жёлтой полосы составляет 1/12 длины (3/20 ширины) полотнища.
В зелёной части полотнища помещено стилизованное изображение цветка в виде голубого земного шара, окружённого пятью лепестками: чёрным, красным, зелёным, жёлтым и голубым, с белой окантовкой, габаритные размеры которого составляют 1/4 длины и 7/20 ширины полотнища. Центр изображения находится на расстоянии 5/24 длины полотнища от бокового края полотнища, противолежащего от древка, и на расстоянии 5/16 ширины полотнища от верхнего края полотнища.
В голубой части полотнища помещено изображение белого, обращённого к древку, парусника над двумя белыми волнистыми полосами. Габаритная ширина изображения двух полос составляет 3/32 ширины полотнища, центр изображения находится на расстоянии 1/8 ширины полотнища от нижнего края полотнища. Габаритные размеры изображения парусника составляют 1/4 длины и 3/8 ширины полотнища. Центр изображения находится на расстоянии 5/24 длины полотнища от бокового края полотнища, прилежащего к древку, и на расстоянии 3/8 ширины полотнища от нижнего края полотнища».

## Обоснование символики
Диагональная жёлтая полоса символизирует одну из важнейших автомобильных магистралей Москвы — Ленинградское шоссе, проходящее по территории муниципального образования.
Цветок в виде голубого земного шара, окружённого пятью лепестками (основная часть эмблемы Всемирного фестиваля молодёжи и студентов 1957 года) символизирует Парк Дружбы на левом берегу Москвы-реки, заложенный участниками фестиваля.
Белый парусник на волнах символизирует канал Волга-Москва, проходящий по территории местности. Положение голубой и зелёной части полотнища отражает название муниципального образования — Левобережное.